# Emil Botez
”Inginer este acela care știe să facă un șurub într-o pădure.”
Emil Botez (n. 10 martie 1914, București – d. 19 mai 1978, București) a fost un inginer electromecanic, inventator român. A elaborat teoria lanțurilor cinetimace și teoria generării suprafețelor pe mașinile-unelte. A găsit aplicabilitate acestor teorii în controlarea angrenajelor  și în controlul preciziei mașinilor de danturat. Are mai multe brevete de inventator pentru tipuri de mașini de danturat, roți dințate cilindrice și pentru un aparat pentru controlul preciziei mașinilor de danturat.
Studiile universitare le efectuează la Institutul politehnic din Iași (absolvit în 1944). În 1948 este profesor la Institutul Politehnic din București, în 1948 este șeful Catedrei de mașini-unelte și scule. În 1968 devine doctor în științe, iar în 1973 doctor docent, susținând în acest sens lucrarea cu titlul Teoria cinematicii mașinilor-unelte.
A cercetat și a elaborat lucrări în domeniul mașinilor-unelte și a angrenajelor industriale. A efectuat mai multe studii asupra sistemelor hidraulice ale mașinilor-unelte.

## Lucrări
- Angrenaje (1953)
- Acțiunea hidraulică a mașinilor-unelte (1955)
- Capete divizoare (1959)
- Cinematica mașinilor unelte (1961)
- Bazele generării suprafețelor pe mașini-unelte (1966)
- Mașini unelte - 3 volume (1969, 1972, 1973)
- Tehnologia programării numerice a mașinilor-unelte (1973)
- Mașini-unelte - 2 volume - Teoria. Proiectarea (1976, 1977)